# 크리스토페르 2세

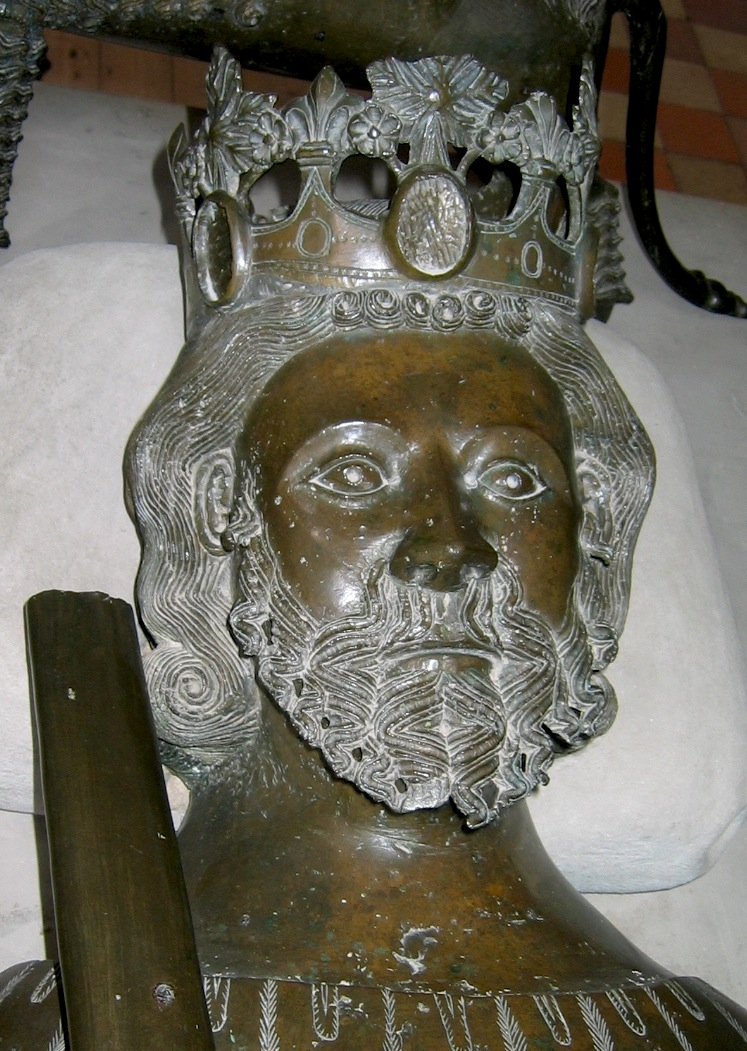
크리스토페르 2세

크리스토페르 2세(덴마크어: Christoffer II, 1276년 9월 29일 ~ 1332년 8월 2일)는 덴마크의 국왕(재위: 1320년 ~ 1326년, 1330년 ~ 1332년)이다.

## 생애
에스트리센가(Estridsen) 출신이다. 에리크 5세 국왕과 그의 아내인 브란덴부르크의 아그네스(Agnes)의 아들로 태어났으며 에리크 6세 국왕의 동생이기도 하다.
에리크 6세가 덴마크의 국왕으로 있던 동안에는 에스토니아 공작을 역임하면서 국왕을 보좌하는 역할을 수행했다. 1294년에는 옌스 그란(Jens Grand) 대주교를 체포하기도 했지만 나중에 에리크 6세 국왕의 반대파로 돌아섰고 1319년 에리크 6세가 사망할 때까지 망명 생활을 했다.
1320년 1월에는 실권을 쥐고 있던 귀족들에 의해 덴마크의 국왕으로 추대되었다. 그렇지만 왕권을 크게 제한하는 내용을 담은 헌장에 서명할 수 밖에 없을 정도로 존재감이 없는 국왕으로 남았으며 왕권을 회복하기 위해 노력했지만 번번히 실패하고 만다.
1326년에는 귀족들이 일으킨 반란으로 인해 퇴위당하면서 망명 생활을 했다. 홀슈타인의 게르하르트 3세(Gerhard III) 백작은 당시 12세였던 남윌란의 발데마르 공작을 덴마크의 발데마르 3세(Valdemar III) 국왕으로 즉위시켰다. 또한 게르하르트 3세 백작은 발데마르 3세 국왕의 섭정 역할을 수행했고 윌란반도 남부를 덴마크의 통치 범위에서 분리시켰다.
1329년에는 자신의 이복형이자 게르하르트 3세 백작의 사촌인 홀슈타인플뢴(Holstein-Plön)의 요한(Johan) 백작의 지원을 통해 덴마크의 국왕으로 복위했지만 존재감이 없는 국왕 신세를 피하지 못했다. 1331년 게르하르트 3세 백작과 요한 백작 간의 분쟁에 연루된 책임을 물어 퇴위당했고 롤란섬(Lolland)의 올홀름(Aalholm) 성에 감금되고 만다. 1332년에 사망했으며 그의 시신은 소뢰(Sorø) 수도원에 안치되었다.
| 전임 에리크 6세 | 덴마크의 국왕 1320년 ~ 1326년 | 후임 발데마르 3세 |

| 전임 발데마르 3세 | 덴마크의 국왕 1330년 ~ 1332년 | 후임 공위시대 (발데마르 4세) |